# Dancer in the Dark
Dancer in the Dark è un film del 2000 diretto da Lars von Trier.
Il film, che vinse la Palma d'oro per il miglior film al 53º Festival di Cannes, costituisce l'ultimo capitolo della cosiddetta trilogia del cuore d'oro di Lars von Trier, dopo Le onde del destino (1996) e Idioti (1998).
La pellicola, con soggetto e sceneggiatura dello stesso regista danese, rappresenta uno dei più originali ed innovativi musical degli ultimi anni, girato interamente con la camera a mano. Solamente quando la protagonista Selma (Björk) si lascia andare al canto e al ballo, le sue passioni, ed evade dalla realtà quasi sognando, dando vita ai momenti musicali del film, vengono usate più macchine da presa contemporaneamente (addirittura 100 in una delle scene principali, quella del treno).
Estremamente drammatico, è stato definito dallo stesso autore una sorta di anti-musical.

## Trama
Stato di Washington, 1964. Selma Ježková è un'immigrata ceca trasferitasi negli Stati Uniti con il figlio dodicenne Gene. I due conducono una vita povera, in una roulotte in affitto nella proprietà del poliziotto cittadino Bill Houston e di sua moglie Linda. Selma lavora in una fabbrica con la sua amica Kathy e continua a respingere le avances di un collega, il timido ma persistente Jeff; allo stesso tempo, partecipa alle prove per una produzione di Tutti insieme appassionatamente.
Selma sta gradualmente perdendo la vista a causa di una malattia degenerativa agli occhi, trasmessa nella sua famiglia. Anche Gene è destinato a diventare cieco, pertanto Selma si è trasferita in America per sottoporlo a un'operazione che gli impedirà di incorrere in tale destino e, poiché l'operazione è molto costosa, lavora duramente per risparmiare il denaro necessario. Selma nutre una grande passione per i musical hollywoodiani e spesso, per evadere dalla realtà degradante in cui si trova, fa dei veri e propri sogni a occhi aperti in cui lei e le persone che la circondano sono coinvolti  in numeri musicali. Kathy e Jeff si rendono conto che il problema alla vista dell'amica è peggiore di quanto lei dia a vedere e la sostengono come possono.
Un giorno, Bill rivela a Selma che le spese eccessive di Linda hanno portato la loro casa a rischio di preclusione da parte della banca; ha contemplato di suicidarsi, ma non ha il coraggio di farlo. Selma promette di mantenere il segreto e di rimando gli confida della sua malattia e di come intende risparmiare al figlio la stessa sorte. Subito dopo, Bill finge di andarsene dalla roulotte e, approfittando della scarsa vista di Selma, la spia mentre nasconde i suoi risparmi in una scatola.
Il giorno successivo, Selma a causa della sua progressiva cecità rompe accidentalmente una macchina della fabbrica e viene licenziata. Torna a casa con l'intenzione di pagare l'operazione di Gene, ma scopre che i soldi sono spariti dalla scatola. Capisce che Bill l'ha derubata e va ad affrontarlo ma Linda l'accusa di aver tentato di sedurre il marito per i suoi soldi, intimandole di andarsene. Selma riesce a parlare con Bill e lui la minaccia con una pistola per costringerla a lasciargli il denaro; ne segue una colluttazione durante la quale la donna accidentalmente gli spara. Bill fa credere a Linda che Selma lo abbia fatto di proposito per derubarlo, poi implora Selma di ucciderlo. Spinta all'esasperazione, la donna gli spara diverse volte, riuscendo solo a ferirlo ulteriormente a causa della sua scarsa vista, quindi lo finisce colpendolo a morte con una cassetta di sicurezza. Selma cade in trance immaginando che il cadavere di Bill si rianimi e balli con lei, poi recupera i soldi e scappa per andare a pagare il dottore per l'operazione di Gene.
Ignaro dell'omicidio che ha compiuto Selma, Jeff la porta alle prove del musical, dove viene arrestata. In tribunale viene accusata di essere una comunista che si finge cieca per sfruttare il sistema sanitario americano ma Selma, pur dicendo quanta più verità possibile, non rivela il segreto di Bill e l'operazione di Gene, affermando di aver inviato tutti i suoi soldi al padre in Cecoslovacchia. Dopo essere stata smentita, viene condannata a morte per omicidio.
Kathy e Jeff, scoprendo quanto è davvero accaduto , recuperano i soldi di Selma per pagare un avvocato che possa liberarla, ma la donna rifiuta, preferendo l'impiccagione piuttosto che condannare Gene alla cecità. La donna è comunque estremamente scossa per la condanna a morte e, al momento dell'esecuzione, ha una crisi isterica. Kathy le rivela che l'operazione del figlio ha avuto successo e che quindi continuerà a vedere. Sollevata, sul patibolo Selma canta la sua ultima canzone senza alcun accompagnamento musicale, ma viene impiccata prima che possa terminare l'ultimo verso, le cui parole appaiono sullo schermo.

## Colonna sonora
La colonna sonora eseguita dalla cantante Bjork è molto particolare, ogni traccia inizia con dei rumori che mutano in musica, è un chiaro richiamo alla "Noise music". Ad esempio, la canzone Cvalda inizia con i rumori della fabbrica per poi trasformarsi in un brano da cabaret, mentre la canzone I've seen it all inizia con i rumori del treno sui binari e le voci degli operai che sfruttano il treno per gli spostamenti, passando poi dal rumore alla musica e al canto.
Alcune delle canzoni cantate da Björk nel film sono state poi raccolte nell'album SelmaSongs, in cui vengono affrontate nuovamente e registrate senza imperfezioni. I've Seen It All viene ricantata duettando con Thom Yorke, il cantante dei Radiohead.

## Produzione
I rapporti tra Björk e il resto del cast furono molto tesi, al punto che la cantante abbandonò improvvisamente il set per tre giorni dopo avere distrutto degli abiti di scena, dicendo che non se la sentiva di lavorare. 
Quando tornò disponibile, Lars von Trier le fece dire dal produttore che quel giorno era il regista che non se la sentiva, bloccando il set nonostante la perdita economica perché secondo von Trier "ne valeva la pena".
Il giorno in cui i due si reincontrarono per girare, la cantante camminò accanto al regista, sputò per terra davanti a lui ed esclamò "Mr. von Trier, io la disprezzo".

## Riconoscimenti
- 2001 – Premio Oscar
  - Candidatura alla miglior canzone per I've Seen It All
- 2000 – Festival di Cannes
  - Palma d'oro
  - Miglior attrice a Björk
- 2000 – European Film Awards
  - Miglior film
  - Miglior attrice a Björk
- 2001 – Independent Spirit Awards
  - Miglior film straniero
- 2001 – Premio Robert
  - Miglior attrice protagonista a Björk
  - Miglior montaggio
  - Miglior scenografia
  - Miglior musica
  - Candidatura al miglior sonoro